# Колібрі зелений
Колі́брі зелений (Colibri thalassinus) — вид серпокрильцеподібних птахів родини колібрієвих (Trochilidae). Мешкає в Мексиці і Центральній Америці. Раніше вважався конспецифічним з іскристим колібрі.

## Опис

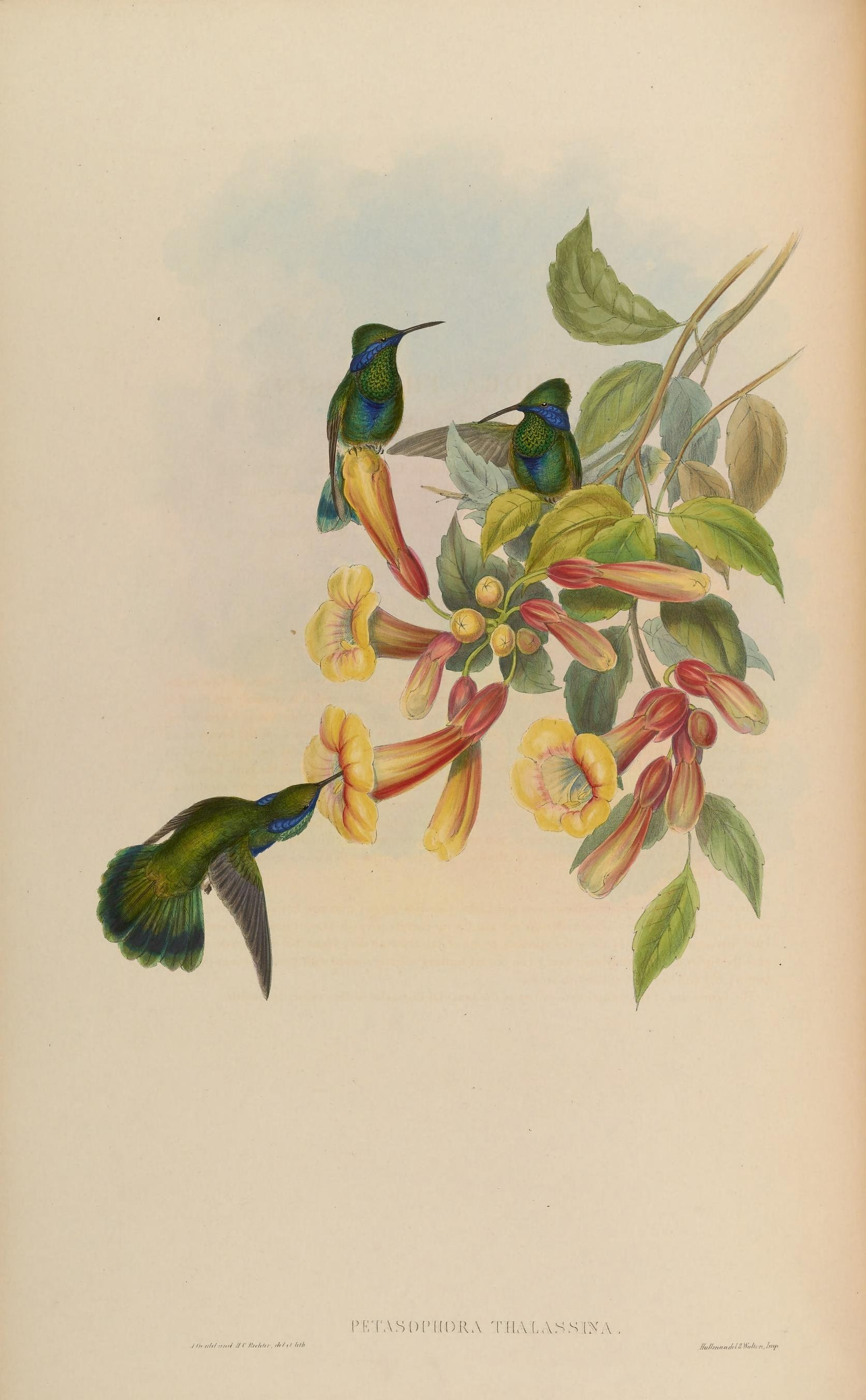
Зелені колібрі

Довжина птаха становить 9,7-12 см, розмах крил 12 см, вага 4,8-5,6 г. Довжина крила становить 5,8-6,8 см, довжина хвоста 3,5-4,3 см. Забарвлення переважно темно-зелене, нижня частина тіла має синьо-зелений відблиск. На голові з боків, під очима, є блискучі фіолетові плями. На грудях синювато-фіолетова пляма. Гузка блідо-коричнювата. Хвіст бронзово-синьо-зелений з широкою чорнуватою смугою на кінці. Дзьоб чорний, прямий, довжиною 18-25 мм. Виду не притаманний статевий диморфізм. Молоді птахи мають більш тьмяне забарвлення, нижня частина тіла у них темно-зелена, синьо-фіолетова пляма у них менша, ніж у дорослих птахів, або відсутня.

## Поширення і екологія
Зелені колібрі мешкають в горах Мексики, Гватемали, Сальвадору і Гондурасу. Бродячі птахи спостерігалися в США, переважно в Техасі, іноді також в Канаді. Зелені колібрі живуть у вологих і напіввологих соснових і дубових лісах, у вологих вічнозелених гірських і хмарних тропічних лісах, на узліссях і галявинах, у вторинних лісах і чагарникових заростях. Зустрічаються переважно на висоті від 1200 до 3000 м над рівнем моря. Північні популяції під час негніздового періоду мігрують на більш низку висоту.
Зелені колібрі живляться нектаром різноманітних квітучих рослин, зокрема Inga, Salvia mexicana, Salvia cardinalis, Salvia elegans, Clinopodium macrostemum і Cuphea jorullelzsi, а також комахами. яких ловлять в польоті. Гніздування відбувається наприкінці сезону дощів і на початку сезону посухи. Гніздо невелике, робиться з рослинного матеріалу, павутиння і пуху, розміщується на дереві, зазвичай на Quercus crassipes або Quercus nitens, на висоті від 40 до 180 см над землею. В кладці 2 яйця. Інкубаційний період триває 16-19 днів. Пташенята покидають гніздо через 19-28 днів після вилуплення, однакамиці продовжують піклуватися про пташенят ще деякий час.